# 100 Years Ago
«100 Years Ago» —en español: «100 años atrás»— es una canción de la banda británica de rock The Rolling Stones. Fue incluida en su álbum Goats Head Soup de 1973.

## Historia
Acreditada a Mick Jagger y Keith Richards, el guitarrista Mick Taylor dijo al momento del lanzamiento: «Algunas de las canciones que usamos (para el álbum) eran bastante viejas. "100 Years Ago" era una que Mick [Jagger] había escrito dos años atrás y que no habíamos podido utilizar antes».
La canción es descrita por Tom Maginnis en su crítica como que tiene un «aire melancólico con un sonido country... antes de hacer varios cambios de tempo en un groove funky, acelerado...». La letra de la canción ve a Jagger reflexionar sobre el envejecimiento.
La canción entonces se desvía en una ruptura distintiva, disminuyendo considerablemente antes de que Jagger comience a cantar un verso en un ruido notable, antes de acelerar el respaldo y convertirse en un tipo de funk improvisado.
La grabación tuvo lugar en los estudios Dynamic Sound de Kingston, Jamaica, entre los meses de noviembre y diciembre de 1972. La mezcla final se realizó en junio de 1973. Jagger aporta la voz y es acompañado por Taylor en los coros. Taylor toca las guitarras de la canción mientras que Keith Richards y Charlie Watts interpretan el bajo y la batería, respectivamente. Nicky Hopkins proporciona piano mientras Billy Preston el clavinet.
«100 Years Ago» solo ha sido interpretada en vivo en las dos primeras actuaciones del European Tour of 1973, y no se ha realizado en vivo desde entonces.

## Personal
Acreditados:
- Mick Jagger: voz, guitarra eléctrica.
- Keith Richards: bajo.
- Charlie Watts: batería.
- Mick Taylor: guitarra eléctrica, coros.
- Nicky Hopkins: piano.
- Billy Preston: clavinet.